# La cabellera de lleó
La cabellera de lleó (anglès: The Adventure of the Lion's Mane) (1926), un dels 56 contes de Sherlock Holmes escrits per l'autor britànic Sir Arthur Conan Doyle, és un dels 12 contes del cicle recollits com L'arxiu de Sherlock Holmes. Destaca per ser narrat pel mateix Holmes, en lloc del doctor Watson (que no apareix a la història).

## Trama

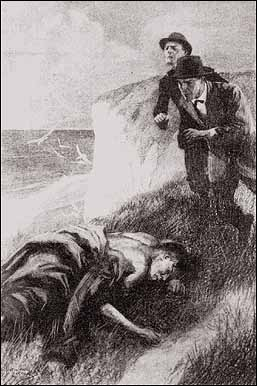
Holmes i Stackhurst troben el McPherson moribund - 1926 Il·lustració de The Strand Magazine de Howard Elcock

El 1907, un temps després de la seva retirada a Sussex Downs, Holmes surt a passejar i coneix el seu amic Harold Stackhurst, director d'una escola preparatòria local anomenada "The Gables". Poc després, el professor de ciències de Stackhurst, Fitzroy McPherson, s'aixeca tambalejant de la platja propera, vestit només amb l'abric i els pantalons. S'ensorra als seus peus, i mor poc després, després d'haver aconseguit cridar les paraules "La melena del lleó". Té unes vores llargues i estretes que es corben al voltant del seu cos; sembla haver estat assotat repetidament amb una mena de flagell prim i flexible , fins que el seu cor feble es va cedir amb el dolor.
Ian Murdoch, el mestre de matemàtiques de Gables, arriba a escena, tot just acabant d'ensenyar una classe d'àlgebra. Holmes l'envia a buscar la policia i després examina la piscina propera, creada per marees inusualment altes després d'una recent sèrie de tempestes del sud. Holmes troba la tovallola seca i doblegada de McPherson i conclou que encara no havia estat a l'aigua. Hi ha gent molt avall a la platja i alguns vaixells de pesca al mar, però no n'hi ha prou a prop per haver tingut res a veure amb la tragèdia. La policia arriba, però una recerca a les coves dels voltants no revela cap pista.

Ian Murdoch, pel seu temperament, és un possible sospitós; una vegada va llançar el terrier Airedale de McPherson per una finestra. Tanmateix, Stackhurst insisteix que els dos homes eren amics. Una nota a la butxaca de McPherson suggereix que algú anomenat "Maudie" tenia una cita per conèixer-lo, així que Stackhurst i Holmes van a casa de Maud Bellamy, la filla d'un mariner ric convertit en empresari. Quan arriben, Murdoch els passa per davant, acabant de sortir de casa de la Maud. Quan Murdoch es nega a dir-li a Stackhurst el que estava fent allà, la conversa s'escalfa en una discussió aguda i Stackhurst avisa a Murdoch. Dins de la casa, el pare i el germà desagradables de la Maud revelen que a tots dos no els agradava McPherson perquè es trobaven a sota de la seva estació. No obstant això, la Maud explica que ella i McPherson estaven compromesos en secret, i sovint acceptaven reunir-se en privat. També admet que Murdoch és un antic admirador seu, cosa que va fer que Holmes i Stackhurst creguessin que podria haver matat McPherson per gelosia. 

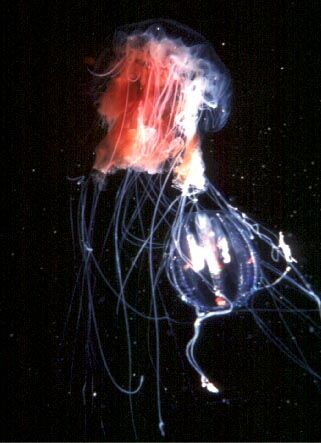
Una medusa melena de lleó capturant una grosella de mar.

Dies després, la investigació s'ajorna per manca de proves. Les habitacions de Murdoch són escorcollades, en va. Més tard, el gos de McPherson es troba mort a la mateixa platja on va morir el seu amo, amb una mirada de dolor extrem a la cara. Això, i el record de les últimes paraules de l'home moribund, fan que Holmes iniciï una nova línia d'investigació, i comença a buscar entre els seus vells llibres. L'inspector Bardle de la policia de Sussex visita i li pregunta si hauria d'arrestar Murdoch, però Holmes assenyala que Murdoch té una coartada. De sobte, Murdoch i Stackhurst van irrompre, el primer amb un gran dolor i amb el tors cobert amb les mateixes corbes que tenia McPherson. Després de tractar Murdoch amb brandi i aplicar oli d'amanida a les ferides, Holmes porta a Stackhurst i Bardle de tornada a la piscina de bany. Després d'una recerca intensa, troba el que buscava; una Cyanea capillata , o medusa de crinera de lleó, que ha estat arrossegada a la piscina pels recents vents. Els tres homes l'aixafen ràpidament sota una roca i la maten.
Murdoch, un cop recuperat, explica que estava nedant quan la criatura el va picar, tot i que només ho va sentir i no ho va veure. En ser un home amb salut normal, ha sobreviscut a la trobada. Holmes mostra al grup un llibre de John George Wood, que detalla la trobada dolorosa de l'autor amb una Cyanea. La descripció acurada del llibre de les picades de meduses havia posat a Holmes en el bon camí; inicialment no havia considerat culpable una criatura marina, perquè havia suposat erròniament que McPherson mai no va entrar a l'aigua. En realitat, McPherson simplement havia tingut massa dolor per tovallolar-se. El gos, lamentant i buscant el seu amo mort, havia entrat a la piscina i, sense voler, va compartir el destí de McPherson.
Murdoch explica que, tot i que tenia sentiments per Maud, mai els havia actuat, per respecte al seu amic McPherson. Murdoch va ser, de fet, el lliurador secret de tots els missatges entre el seu amic i Maud. Stackhurst i Murdoch fan la seva baralla i deixen la cabana braç a braç.

## Comentari
Aquesta és una de les dues històries de Sir Arthur Conan Doyle narrades pel mateix Sherlock Holmes en comptes del doctor Watson. L'altra història és "El soldat de la pell descolorida".
Segons Owen Dudley Edwards, el manuscrit original de la història indica que Doyle inicialment va planejar que Holmes fes una crònica de la seva pròpia derrota. La solució al cas donada per Holmes a la versió final va ser proporcionada originalment per un naturalista anomenat Dr Mordhouse. Aquest aspecte es va eliminar finalment i el doctor Mordhouse no apareix a la versió final.

## Historial de publicacions
"The Adventure of the Lion's Mane" es va publicar per primera vegada als Estats Units a Liberty el novembre de 1926, i al Regne Unit a The Strand Magazine el desembre de 1926. La història es va publicar amb set il·lustracions de Frederic Dorr Steele a Liberty, i amb tres il·lustracions de Howard K. Elcock al Strand. Va ser inclòs a la col·lecció de contes L'arxiu de Sherlock Holmes, que es va publicar al Regne Unit i als Estats Units el juny de 1927.
Un facsímil del manuscrit original va ser publicat el 1992 per les Biblioteques de Westminster i la Societat Sherlock Holmes de Londres.

## Adaptacions

### Ràdio
La història va ser adaptada per Edith Meiser l'any 1931 com a episodi de la sèrie de ràdio nord-americana The Adventures of Sherlock Holmes. L'episodi es va emetre el 23 de març de 1931, amb Richard Gordon com Sherlock Holmes i Leigh Lovell com el Dr. Watson. Una altra dramatització de la història adaptada per Meiser es va emetre l'1 d'agost de 1936 (amb Gordon com a Holmes i Harry West com a Watson).
Meiser també va adaptar la història com a episodis de la sèrie de ràdio nord-americana The New Adventures of Sherlock Holmes que es va emetre el 13 de novembre de 1939 i el 25 de gener de 1942 (amb Basil Rathbone com a Holmes i Nigel Bruce com a Watson). En una adaptació de "The Adventure of the Lion's Mane" que es va emetre el 21 d'abril de 1947, Tom Conway va interpretar a Holmes amb Bruce com a Watson.
Una adaptació radiofònica de la història es va emetre l'any 1969 a BBC Radio 2, com a part de la sèrie de ràdio 1952–1969 protagonitzada per Carleton Hobbs com Sherlock Holmes i Norman Shelley com el Dr Watson. Va ser dramatitzat per Michael Hardwick.
"The Lion's Mane" va ser dramatitzat per a la BBC Radio 4 el 1994 per Bert Coules com a part de la sèrie de ràdio 1989–1998 protagonitzada per Clive Merrison com Holmes i Michael Williams com Watson.
El 2009, la història va ser adaptada per a la ràdio com a part de The Classic Adventures of Sherlock Holmes, una sèrie del programa de ràdio nord-americà Imagination Theatre, protagonitzada per John Patrick Lowrie com Holmes i Lawrence Albert com Watson.

### Televisió
"The Lion's Mane" es va fer referència indirectament a l'adaptació de Sherlock de la BBC a l'episodi "The Six Thatchers", on Sherlock i John, mentre resolen casos, comenten en broma la estupidesa d'arrestar una medusa. A l'adaptació de la CBS Elementary, a la introducció de The Geek Interpreter, Sherlock informa breument de resoldre el cas fred de la mort de Fitzroy McPherson el 1926, identificant la medusa Melena de Lleó com la culpable.